# Afone Mobile
 (octobre 2011).
Si vous disposez d'ouvrages ou d'articles de référence ou si vous connaissez des sites web de qualité traitant du thème abordé ici, merci de compléter l'article en donnant les références utiles à sa vérifiabilité et en les liant à la section « Notes et références ».
Afone Mobile est un opérateur de téléphonie mobile MVNO.

## Histoire
Afone, groupe créé par Philip Fournier et Eric Durand-Gasselin, lance sa première offre de téléphonie mobile en 2007 à destination des particuliers, en partenariat avec l’enseigne de distribution Leclerc. Cela donne naissance à la marque Leclerc Mobile. La marque AfoneMobile est la deuxième marque du groupe Afone créée en juin 2009, à destination des professionnels, entreprises et des particuliers. La marque AfoneMobile est dirigée par François-Xavier Goudemand.

## Dates clés
- 2007 : Lancement de l’offre Leclerc Mobile en partenariat avec le groupement Leclerc
- 2008 : Un nouveau siège social à Angers
- 2009 : Lancement de la marque Afone Mobile sur Internet
- 2011 : Lancement du Télégramme Mobile et arrivée de l’iPhone 4
- 2013 : Afone Mobile change de logotype
- 2021 : Afone Mobile est racheté par Altice France en mai 2021[2]

## Chiffres clés
- CA 2012 : 72 M€
- CA 2011 : 84 M€
- CA 2010 : environ 72M€
- CA 2009 : 70 M€
- CA 2008 : 65,48 M€
- Nombre de filiales : 10